# Vinegar Joe
Vinegar Joe was een Britse r&b-band.

## Bezetting
Oprichters
- Elkie Brooks (zang)
- Robert Palmer (zang, e-gitaar)
- Pete Gage (e-gitaar)
- Steve York (basgitaar)
- Tim Hinkley (keyboards)
- Conrad Isadore (drums)

Laatste bezetting
- Elkie Brooks (zang)
- Robert Palmer (zang, e-gitaar)
- Pete Gage (e-gitaar)
- Steve York (basgitaar)
- Mike Deacon (keyboards)
- Pete Gavin (drums)

Voormalige leden
- Keef Hartley (drums)
- John Woods (drums)

## Geschiedenis
Nadat Elkie Brooks in februari 1971 was getrouwd met Peter Gage, veranderde ook het leven van de echtelieden. Deel van deze herschikking was ook het einde van de jazzrockband Dada, waarin beiden speelden. Chris Blackwell van Island Records had toentertijd het contact tussen Robert Palmer en de muzikanten van Dada gemaakt en volgde na het einde van Dada het doel om een nieuwe begeleidingsband voor Palmer te formeren. Palmer deed zich gelden tegen Blackwells plannen en Elkie Brooks werd naast hem de tweede zangeres. Met gitarist Pete Gage en bassist Steve York kwamen twee verdere vroegere leden van Dada bij de nieuw geformeerde band. De eerste bezetting werd gecompleteerd met toetsenist Tim Hinkley en drummer Conrad Isadore. De naamgeving en muzikale omlijsting werden door Chris Blackwell en Ahmet Ertegün van Atlantic Records doorgevoerd.
Met steun van Island Records Kreeg Vinegar Joe spoedig de reputatie van uitstekende liveband. De band speelde regelmatig in de Marquee Club in Londen, trad op in tv-programma's tot in Duitsland en speelde in februari 1972 een peelsessie in. Onder de indruk van het succes bij het publiek, nam de band het eerste album Vinegar Joe op, dat in 1972 verscheen bij Island Records. Brooks kenmerkte het album in haar autobiografie als vluggertje, dat het label nauwelijks onkosten had opgeleverd en waarvan nauwelijks publiciteit werd gemaakt. Kort daarna volgde het tweede album Rock'n Roll Gypsies, nu met Mike Deacon als toetsenist en de drummers John Woods en Keef Hartley.
In 1973 volgde het derde album Six Star General. De titel was Blackwells idee en zou een zinspeling zijn op generaal Joseph Stilwell, wiens bijnaam Joe Vinegar was. Met Six Star General zou ook gezinspeeld zijn op het aantal bandleden (de rang zessterrengeneraal bestaat niet). Ondanks het uitbrengen van drie albums binnen minder dan twee jaar bleef het commerciële succes achterwege en leefde de band van de concertinkomsten. Hoogtepunt was een Amerikaanse tournee van Wishbone Ash in het voorjaar van 1973, waar ze als voorband optraden. Toen later de populariteit van de band dreigde te verminderen, besloten Brooks en haar echtgenoot Gage om een overval op Brooks te simuleren om op deze manier weer op de voorpagina's te komen. Echter binnen de band ontstonden spanningen tussen Brooks en Palmer. Beiden beschuldigden elkaar, dat ze erop uit waren om een solocarrière te beginnen en de band als springplank gebruikten. Volgens Brooks was het in feite Palmer, die met behulp van Chris Blackwell en zonder medeweten van de andere bandleden plannen maakte voor zijn eigen carrière. Toen deze plannen openbaar werden bij de andere bandleden, werd Vinegar Joe in 1973 ontbonden. Naast Robert Palmer startte ook Elkie Brooks een succesvolle solocarrière.
Zangeres Brooks en de andere voormalige bandleden waren afkomstig uit de jazz van de late jaren 1960. Echter Chris Blackwell wou de muziek richting eigentijdse rockmuziek en rock-'n-roll ontwikkelen om de commerciële kansen van Vinegar Joe te verhogen. Met de zang wisselden Brooks en Palmer zich af. Als Palmer de leadzang zong, nam Brooks de achtergrondzang voor haar rekening en andersom. De Allmusic-gids noemde Vinegar Joe het antwoord van Island Records op de Amerikaanse bands als The Allman Brothers Band.

## Discografie

### Singles
- 1972: Never Met A Dog (That Took to Me)
- 1972: Rock'n Roll Gypsies
- 1972: Whole Lotta Shakin
- 1972: Charlie's Horse
- 1973: Proud to Be (A Honky Woman)

### Albums
- 1972: Vinegar Joe
- 1972: Rock'n Roll Gypsies
- 1973: Six Star General